# Championnat de Belgique de football 1905-1906
Navigation
Saison précédente Saison suivante
Le championnat de Belgique de football 1905-1906 est la onzième saison du championnat de première division belge. Son nom officiel est « Division d'Honneur ». Pour la première fois, l'UBSSA instaure le principe d'une relégation sportive en fin de saison. Le club classé dernier est renvoyé vers les compétitions régionales et remplacé par le vainqueur de « Division 1 ». Si ce dernier est une équipe réserve d'un club déjà présent en championnat, c'est le premier club à ne pas être une équipe réserve qui est promu.
Le double champion en titre, l'Union Saint-Gilloise, continue à jouer les premiers rôles en championnat. Son plus proche rival est cette année le Football Club Brugeois, qui ne peut toutefois pas empêcher les unionistes de célébrer leur troisième sacre consécutif en fin de saison.
En bas de classement, l'autre équipe brugeoise doit lutter pour éviter la place de relégable avec le Football Club Liégeois et le Beerschot Athletic Club. C'est finalement au club anversois que revient le triste privilège d'être le premier relégué officiel sur la base de ses résultats sportifs.

## Clubs participants
Dix clubs prennent part à la compétition, c'est un de moins que lors de l'édition précédente. Ceux dont le matricule est mis en gras existent toujours aujourd'hui. C'est la première saison où toutes les équipes engagées seront toujours présentes en 1926 pour recevoir un numéro de matricule.
| #  | Nom                       | Mat. | Ville     | Terrain                                      | En D1 depuis (série) | Total en D1 | Saison précédente |
| -- | ------------------------- | ---- | --------- | -------------------------------------------- | -------------------- | ----------- | ----------------- |
| 1  | Antwerp Football Club     | 1    | Anvers    | Kruisstraat                                  | 1901-1902 (5e)       | 10e         | 10e               |
| 2  | Beerschot Athletic Club   | 13   | Anvers    | Kiel                                         | 1900-1901 (6e)       | 6e          | 6e                |
| 3  | Cercle Sportif Brugeois   | 12   | Bruges    | près de la Smedenpoort                       | 1899-1900 (7e)       | 7e          | 8e                |
| 4  | Football Club Brugeois    | 3    | Bruges    | Het Ratteplein                               | 1898-1899 (8e)       | 9e          | 3e                |
| 5  | Daring Club de Bruxelles  | 2    | Molenbeek | chaussée de Jette, 501                       | 1903-1904 (3e)       | 3e          | 5e                |
| 6  | Léopold Club de Bruxelles | 5    | Uccle     | Parc Brugmann                                | 1895-1896 (11e)      | 11e         | 9e                |
| 7  | Racing Club de Bruxelles  | 6    | Uccle     | Vivier d'Oie                                 | 1895-1896 (11e)      | 11e         | 2e                |
| 8  | Football Club Liégeois    | 4    | Cointe    | Plaine du Champ d'Oiseaux                    | 1895-1896 (11e)      | 11e         | 4e                |
| 9  | Union Saint-Gilloise      | 10   | Uccle     | Rue du Kersberg (actuelle Rue A. Asselbergs) | 1901-1902 (5e)       | 5e          | 1er               |
| 10 | Club Sportif Verviétois   | 8    | Verviers  | ?                                            | 1900-1901 (6e)       | 6e          | 7e                |

### Localisations
| Antwerp Beerschot Bruxelles FC Brugeois CS Brugeois FC Liégeois CS Verviétois |

#### Localisation des clubs bruxellois
les 4 cercles bruxellois sont :
(10) Racing CB
 (23) Léopold CB
Union SG
Daring CB

## Résultats

### Résultats des rencontres
Avec dix clubs engagés, 90 matches sont au programme de la saison. Quatre rencontres prévues n'ont pas lieu car une des deux équipes ne s'est pas présentée et a été sanctionnée d'une défaite par forfait. Ces rencontres se partagent équitablement entre le CS Verviétois et le Léopold CB. Les grands bénéficiaires de ces forfaits sont les joueurs de l'Union, chez qui ces deux clubs ne se déplacent pas.
| Résultats (▼dom., ►ext.)                                   | ANT  | BEE | CSB | FCB | DAR  | LEO  | RAC  | USG | FCL | VER  |
| Antwerp FC                                                 |      | 3-1 | 4-1 | 1-2 | 4-1  | 6-0  | 0-3  | 0-3 | 1-2 | 2-1  |
| Beerschot AC                                               | 1-4  |     | 2-2 | 3-5 | 1-2  | 3-4  | 1-2  | 2-2 | 8-1 | 4-0  |
| CS Brugeois                                                | 5-1  | 2-1 |     | 2-2 | 1-2  | 3-0  | 1-4  | 1-4 | 4-0 | 2-2  |
| FC Brugeois                                                | 5-1  | 4-1 | 4-1 |     | 4-4  | 4-1  | 1-0  | 2-2 | 8-1 | 5-0F |
| Daring CB                                                  | 1-0  | 2-1 | 3-0 | 1-2 |      | 3-3  | 2-3  | 0-1 | 4-4 | 1-2  |
| Léopold CB                                                 | 7-0  | 2-2 | 6-1 | 1-5 | 3-1  |      | 0-5F | 2-5 | 3-2 | 2-0  |
| Racing CB                                                  | 12-0 | 1-1 | 4-1 | 0-0 | 0-0  | 5-1  |      | 1-2 | 8-0 | 4-1  |
| Union St-Gilloise                                          | 5-0  | 5-0 | 2-2 | 3-0 | 12-0 | 5-0F | 5-2  |     | 4-0 | 5-0F |
| FC Liégeois                                                | 1-2  | 3-1 | 3-1 | 1-4 | 1-1  | 0-5  | 3-2  | 0-4 |     | 0-2  |
| CS Verviétois                                              | 7-1  | 4-1 | 3-0 | 2-2 | 2-4  | 2-0  | 1-1  | 0-6 | 3-1 |      |
| - Victoire à domicile - Match nul - Victoire à l'extérieur |      |     |     |     |      |      |      |     |     |      |

- 5-0F = Forfait, score de forfait infligé car l'équipe décrétée perdante ne s'est pas déplacée ou ne s'est pas présentée.

### Classement final
| Rang | Équipe                 | Pts | J  | G  | N | P  | Bp | Bc | Diff |
| ---- | ---------------------- | --- | -- | -- | - | -- | -- | -- | ---- |
| 1    | UNION SAINT-GILLOISE T | 33  | 18 | 15 | 3 | 0  | 75 | 12 | +63  |
| 2    | FC Brugeois            | 29  | 18 | 12 | 5 | 1  | 59 | 25 | +34  |
| 3    | Racing CB              | 24  | 18 | 10 | 4 | 4  | 57 | 20 | +37  |
| 4    | CS Verviétois          | 17  | 18 | 7  | 3 | 8  | 32 | 41 | -9   |
| 5    | Daring CB              | 17  | 18 | 6  | 5 | 7  | 32 | 44 | -12  |
| 6    | Léopold CB             | 16  | 18 | 7  | 2 | 9  | 40 | 52 | -12  |
| 7    | Antwerp FC             | 14  | 18 | 7  | 0 | 11 | 30 | 58 | -28  |
| 8    | CS Brugeois            | 12  | 18 | 4  | 4 | 10 | 30 | 47 | -17  |
| 9    | FC Liégois             | 10  | 18 | 4  | 2 | 12 | 23 | 65 | -42  |
| 10   | Beerschot AC           | 8   | 18 | 2  | 4 | 12 | 34 | 48 | -14  |

Légende
- Champion de Belgique 1906
- Club relégué pour la saison suivante

Abréviations
T : Tenant du titre 1905

### Meilleur buteur
Robert De Veen (FC Brugeois) avec 26 buts. Il remporte ce titre pour la seconde saison consécutive, devenant le deuxième joueur belge et le cinquième dans l'absolu à réussir cette performance.

## «Division 2»
Comme lors des saisons précédentes, une compétition est organisée pour les équipes réserves et quelques clubs débutants, sous l'appellation « Division 2 ». Elle oppose à nouveau 22 équipes, réparties en quatre groupes géographiques. Les premiers de chaque groupe et le deuxième du groupe Brabant se rencontrent ensuite dans une poule finale, qui porte le nom de « Division 1 ».

### Groupe Anvers et Flandre-Orientale
Le Beerschot AC et l'Antwerp FC engagent à nouveau leurs équipes réserves. Elles y retrouvent les deux clubs gantois, le RC de Gand et l'AA La Gantoise, ainsi que deux nouveaux venus anverois, l'Antwerp Football Alliance et le CS Anversois. Ce dernier déclare forfait à chaque rencontre. Le groupe est dominé par le Racing de Gand qui remporte tous ses matches et termine en tête devant l'autre club de la ville.

#### Classement final
| Rang | Équipe                    | Pts | J  | G  | N | P  | Bp | Bc | Diff |
| ---- | ------------------------- | --- | -- | -- | - | -- | -- | -- | ---- |
| 1    | RC de Gand                | 20  | 10 | 10 | 0 | 0  | 46 | 8  | +38  |
| 2    | AA La Gantoise            | 15  | 10 | 7  | 1 | 2  | 41 | 11 | +30  |
| 3    | Antwerp Football Alliance | 13  | 10 | 6  | 1 | 3  | 39 | 17 | +22  |
| 4    | Rés. Beerschot AC         | 8   | 10 | 4  | 0 | 6  | 20 | 30 | -10  |
| 5    | Rés. Antwerp FC           | 4   | 10 | 2  | 0 | 8  | 10 | 40 | -30  |
| 6    | CS Anversois              | 0   | 10 | 0  | 0 | 10 | 0  | 50 | -50  |

### Groupe Brabant
Ce groupe oppose les réserves des quatre équipes bruxelloises et trois équipes habituées de la « Division 2 ». Les réserves de l'Union Saint-Gilloise et du Racing CB terminent en tête avec une avance confortable sur leurs poursuivants.

#### Classement final
| Rang | Équipe                 | Pts | J  | G  | N | P | Bp | Bc | Diff |
| ---- | ---------------------- | --- | -- | -- | - | - | -- | -- | ---- |
| 1    | Rés. Union St-Gilloise | 22  | 12 | 11 | 0 | 1 | 53 | 16 | +37  |
| 2    | Rés. Racing CB         | 20  | 12 | 9  | 2 | 1 | 66 | 19 | +47  |
| 3    | Olympia CB             | 14  | 12 | 6  | 2 | 4 | 41 | 21 | +20  |
| 4    | Atheneum VV Stockel    | 12  | 12 | 5  | 2 | 5 | 29 | 35 | -6   |
| 5    | Rés. Daring CB         | 6   | 12 | 2  | 2 | 8 | 18 | 46 | -28  |
| 6    | CS Schaerbeek          | 5   | 12 | 2  | 1 | 9 | 15 | 46 | -31  |
| 7    | Rés. Léopold CB        | 5   | 12 | 2  | 1 | 9 | 15 | 54 | -39  |

### Groupe Flandre occidentale
Seules trois équipes prennent part à la compétition. Deux d'entre elles, le SC Courtraisien et le FC Mouscron, terminent à égalité de points. Un test-match par aller-retour est organisé mais ne permet pas de les départager, les deux manches se terminant sur un match nul. Finalement, c'est le SC Courtraisien qui se qualifie, probablement par tirage au sort.

#### Classement final
| Rang | Équipe          | Pts | J | G | N | P | Bp | Bc | Diff |
| ---- | --------------- | --- | - | - | - | - | -- | -- | ---- |
| 1    | SC Courtraisien | 6   | 4 | 3 | 0 | 1 | 34 | 11 | +23  |
| 2    | FC Mouscron     | 6   | 4 | 3 | 0 | 1 | 22 | 15 | +7   |
| 3    | FC Yprois       | 0   | 4 | 0 | 0 | 4 | 4  | 34 | -30  |

#### Test-match pour la qualification
Les deux manches se jouent sur le terrain du SC Courtraisien.
| Match                       | Résultat |
| --------------------------- | -------- |
| SC Courtraisien-FC Mouscron | 3-3      |
| SC Courtraisien-FC Mouscron | 2-2      |
| SC Courtraisien qualifié    |          |

### Groupe Liège
Six équipes font partie de ce groupe, dont les réserves du FC Liégeois et du CS Verviétois. On note la première apparition du National FC Verviers à ce stade de la compétition. Comme la saison précédente, le groupe est remporté par le Standard FC Liégeois.

#### Classement final
| Rang | Équipe               | Pts | J  | G | N | P | Bp | Bc | Diff |
| ---- | -------------------- | --- | -- | - | - | - | -- | -- | ---- |
| 1    | Standard FC Liégeois | 17  | 10 | 8 | 1 | 1 | 41 | 14 | +27  |
| 2    | SC Theux             | 15  | 10 | 7 | 1 | 2 | 37 | 31 | +6   |
| 3    | Rés. FC Liégeois     | 11  | 10 | 5 | 1 | 4 | 27 | 27 | 0    |
| 4    | Rés. CS Verviétois   | 9   | 10 | 4 | 1 | 5 | 23 | 27 | -4   |
| 5    | National FC Verviers | 5   | 10 | 2 | 1 | 7 | 22 | 28 | -6   |
| 6    | Athletic FC Verviers | 3   | 10 | 1 | 1 | 8 | 14 | 47 | -33  |

## «Division 1»
Les cinq équipes qualifiées prennent part au tour final, appelé « Division 1 ». Pour la troisième fois consécutive, la réserve de l'Union Saint-Gilloise imite son équipe première et remporte la compétition. Étant donné qu'une équipe réserve ne peut être promue en Division d'Honneur, c'est le deuxième du classement, le SC Courtraisien, qui est admis dans le championnat principal la saison prochaine. Le club devient donc le premier à être accepté officiellement d'après ses résultats sportifs.
| Rang | Équipe                 | Pts | J | G | N | P | Bp | Bc | Diff |
| ---- | ---------------------- | --- | - | - | - | - | -- | -- | ---- |
| 1    | Rés. Union St-Gilloise | 13  | 8 | 6 | 1 | 1 | 33 | 10 | +23  |
| 2    | SC Courtraisien        | 11  | 8 | 5 | 1 | 2 | 22 | 15 | +7   |
| 3    | Standard FC Liégeois   | 7   | 8 | 3 | 1 | 4 | 14 | 18 | -4   |
| 4    | Rés. Racing CB         | 7   | 8 | 3 | 1 | 4 | 20 | 28 | -8   |
| 5    | RC de Gand             | 2   | 8 | 1 | 0 | 7 | 9  | 27 | -18  |

## Récapitulatif de la saison
- Champion : Union Saint-Gilloise (3e titre)
- Troisième équipe à remporter trois titres de champion de Belgique
- Deuxième équipe à remporter trois titres consécutifs
- Huitième titre pour la province de Brabant

| Région flamande (4)             | Région flamande (4) | Province de Brabant (4)      | Province de Brabant (4) | Région wallonne (2)    | Région wallonne (2) |
| ------------------------------- | ------------------- | ---------------------------- | ----------------------- | ---------------------- | ------------------- |
| Province d'Anvers               | 2                   | Région de Bruxelles-Capitale | 4                       | Province de Hainaut    | 0                   |
| Province de Flandre-Occidentale | 2                   | Province du Brabant flamand  | 0                       | Province de Liège      | 2                   |
| Province de Flandre-Orientale   | 0                   | Province du Brabant wallon   | 0                       | Province de Luxembourg | 0                   |
| Province de Limbourg            | 0                   |                              |                         | Province de Namur      | 0                   |

1. ↑  Au niveau footballistique, la province de Brabant est toujours unitaire malgré sa partition territoriale en 1995.

### Admission et relégation
Pour la première fois, les règlements de l'Union Belge prévoient un système de promotion et de relégation basé sur les performances sportives des clubs. Classé dixième et dernier de la Division d'Honneur, le Beerschot est le premier relégué officiel de l'Histoire. Il est renvoyé vers les compétitions régionales anversoises, la Division d'Honneur restant toujours la seule série nationale jusqu'en 1909.
Il est remplacé par le vice-champion de « Division 1 », le SC Courtraisien, qui devient donc le premier club promu officiellement de l'Histoire. 

### Bilan de la saison
| Championnat de Belgique de football 1905-1906 |                                 |
| Champion                                      | Union Saint-Gilloise (3e titre) |
| Dauphin                                       | Football Club Brugeois          |
| Promotions et relégations                     |                                 |
| Promus en Division d'Honneur                  | SC Courtraisien                 |
| Relégués                                      | Beerschot AC                    |